# Saint-Vougay
Saint-Vougay é uma comuna francesa na região administrativa da Bretanha, no departamento Finisterra. Estende-se por uma área de 15,11 km². Em 2010 a comuna tinha 931 habitantes (densidade: 61,6 hab./km²).